# Kasuga (1902)
Le Kasuga (春日) est un croiseur de la Marine impériale japonaise de classe Kasuga lancé en 1902.